# Campanula topaliana
Campanula topaliana är en klockväxtart som beskrevs av Gustave Beauverd. Campanula topaliana ingår i släktet blåklockor, och familjen klockväxter.
Artens utbredningsområde är Grekland.

## Underarter
Arten delas in i följande underarter:
- C. t. cordifolia
- C. t. delphica
- C. t. topaliana

## Bildgalleri

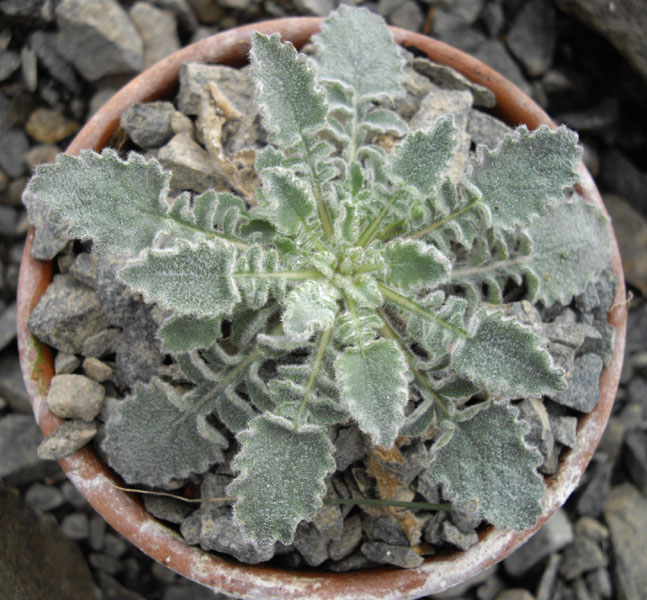
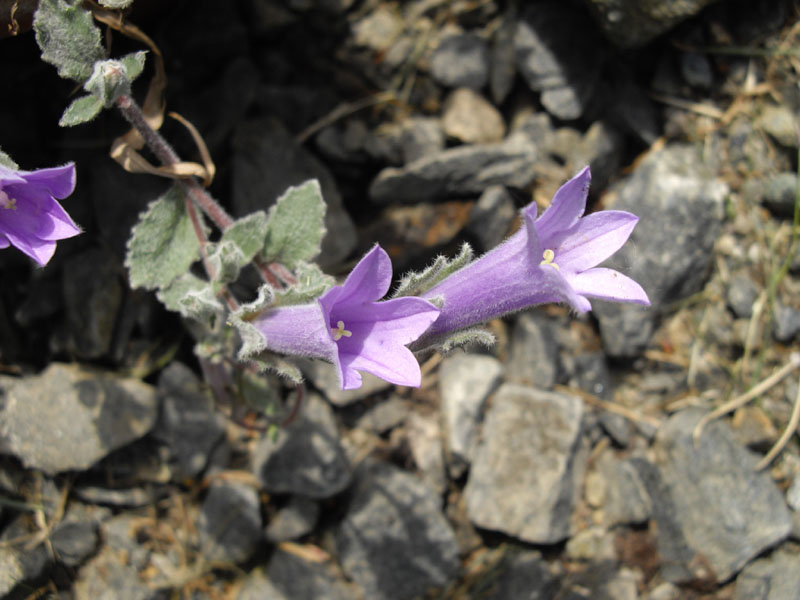
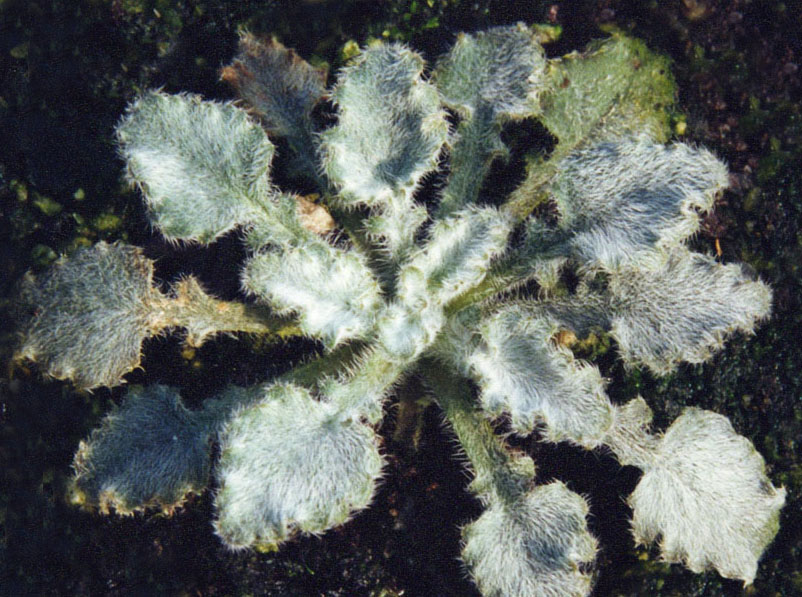
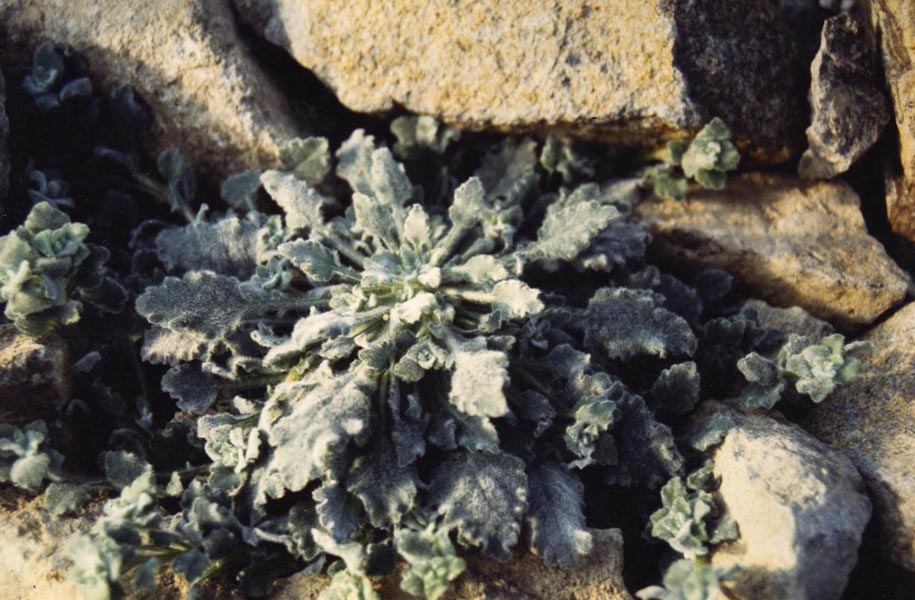
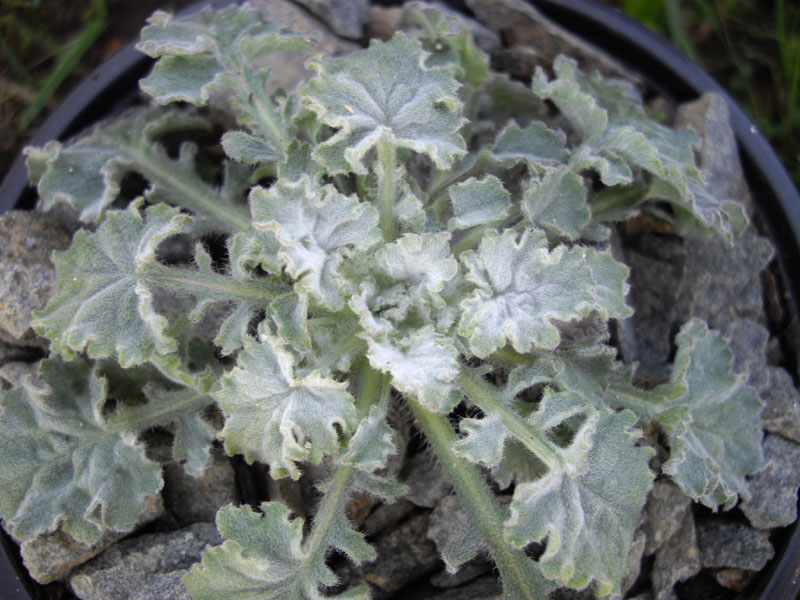